# Gerardus Mercator
Gerardus Mercator (n. 5 martie 1512, Rupelmonde⁠(d), Flandra, Belgia – d. 2 decembrie 1594, Duisburg, Sfântul Imperiu Roman) a fost un cartograf, geograf și matematician flamand de renume din Renaștere. Acest nume este latinizat, un obicei pe atunci foarte răspândit; numele său real în germană a fost Gerhard Kremer („Kremer” înseamnă „negustor”). S-a născut la 5 martie 1512 la Rupelmonde, Flandra, și a murit la 2 decembrie 1594 în Duisburg, Germania. A fost considerat un  "Ptolemeu contemporan".
Mercator se considera cercetător cosmograf care nu e nevoit să vândă hărți. De la el au rămas doar 5 hărți, păstrate în Muzeul de istorie din Duisburg. În anul 1562 realizează prima hartă a Europei, care este una din hărțile atlasului său. Colecția hărților sale a denumit-o atlas, iar de atunci, această noțiunea s-a încetățenit. Numele și l-a schimbat în perioada când era la Universitatea Essen-Duisburg.

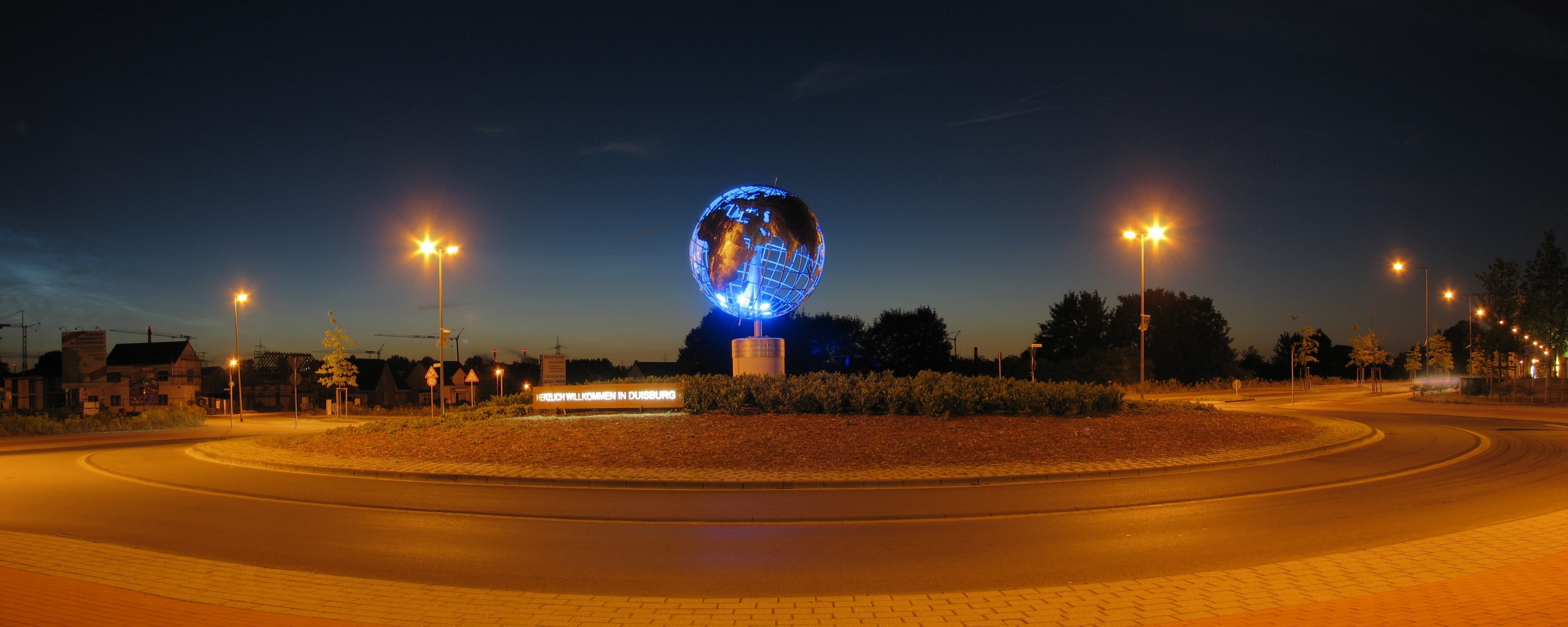
În Duisburg amintesc mai multe globuri opera lui Mercator

## Realizări

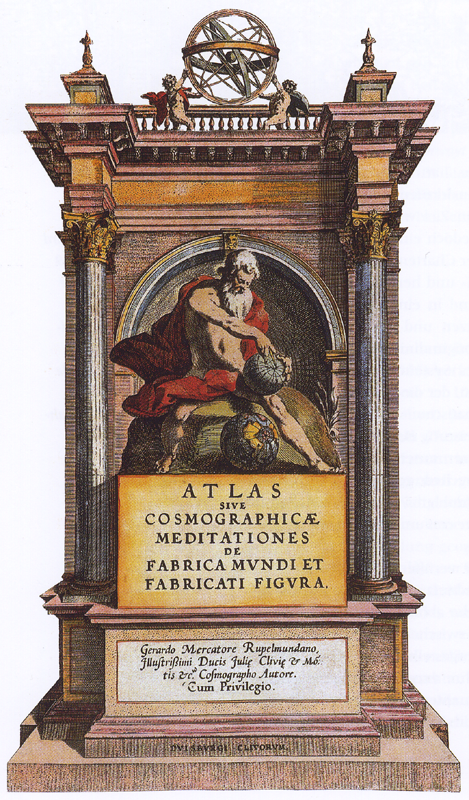
Coperta de cupru a atlasului "Mercator", publicat de fiul säu la trei ani dupä moartea cartografului.

- 1530 devine "Magister" la "Universitatea catolică" din Leuven
- 1537 însărcinează pe meșteșugarul Gaspard van der Heyden să-i confecționeze globul terestru, și bolta cerului
- 1537 Harta "Pământului sfânt"
- 1538 o hartă mică de proiecție în formă de inimă a lumii, și o hartă de perete a Flandrei
- 1540 publică cartea  Literarum latinarum, quas italicas, cursoriasque vocant, scribendarum ratio, (pe lemn)
- 1541 își continuă cercetările de proiecție a globului pe o hartă (plan), are probleme  cu biserica catolică (acuzat de erezie)
- 1551 realizează un nou glob pământesc și unul al boltei cerești
- 1552 urmărit de inchiziție se refugiază cu toată familia la Duisburg, principatul Jülich-Kleve-Berg, prințul  Wilhelm der Reiche fiind sub influența humanistului Erasmus von Rotterdam
- 1554 Realizarea lui cea mai valoroasă este "Proiecția Mercator", o proiecție a globului terestru pe un plan (hartă). Această proiecție redă fidel unghiurile, fiind prin aceasta de importanță majoră pentru navigația pe Pământ.
- 1559 - 1562 predă matematică și cosmologie la Gimnaziul din Duisburg
- 1563 este numit de  Wilhelm der Reiche cartograf princiar
- 1562 Sub îndrumările lui Johannes Corputius, întocmește o hartă exactă a Duisburgului
- 1594 moare ca un om respectat și bogat, fiind îngropat în cimitirul bisericii "Salvator" din Duisburg.

## Legături externe
- Cartographic images of maps and globes Arhivat în 27 ianuarie 2016, la Wayback Machine.
- Mercator's maps at the Eran Laor Cartographic Collection, the National Library of Israel